# Levene Gouldin & Thompson Tennis Challenger 1996
Il Levene Gouldin & Thompson Tennis Challenger 1996 è stato un torneo di tennis facente parte della categoria ATP Challenger Series nell'ambito dell'ATP Challenger Series 1996. Il torneo si è giocato a Binghamton negli Stati Uniti dal 5 all'11 agosto 1996 su campi in cemento.

## Vincitori

### Singolare
Vincenzo Santopadre ha battuto in finale  Sargis Sargsian con il punteggio di 6–3, 3–6, 6–3

### Doppio
Justin Gimelstob /  Jeff Salzenstein hanno battuto in finale  David DiLucia /  Kenny Thorne con il punteggio di 6–2, 6–4